# Gerhard Bork
Gerhard Bork (* 10. März 1917; † 22. September 2004) war ein deutscher Kirchenmusiker.
Bork studierte evangelische Kirchenmusik und Musikwissenschaft und schloss mit der Promotion zum Dr. phil ab. Nach seiner Ausbildung war er zunächst in Krefeld tätig. Es folgten Kantorenstellen an der Lutherkirche in Köln-Nippes und der Christuskirche in Köln. Hier wirkte er über drei Jahrzehnte als Kirchenmusikdirektor. 1957 gründete er die Chorgemeinschaft im Stadtkirchenverband (heute: Oratorienchor Köln). Bis zu seinem Ruhestand im Jahr 1980 lehrte er an der Rheinischen Musikschule evangelische Kirchenmusik.
Bork starb 2004 im Alter von 87 Jahren und wurde auf dem Friedhof Kalk in Köln-Merheim beigesetzt.

## Werke
- Lieder zum Weihnachtsfest. Für drei gleiche Stimmen, Band I und II
- Lieder zum Advent. Für drei gleiche Stimmen
- Es kommt ein Schiff geladen. Für drei gleiche Stimmen. Verlag Merseburger, Kassel
- Da Christus geboren war. Für drei gleiche Stimmen. Verlag Merseburger, Kassel
- Fröhlich soll mein Herze springen. Für drei gleiche Stimmen. Verlag Merseburger, Kassel

## Schüler
- Helmut Kickton[3]